# Bezirk Rożniatów
Bezirk Rożniatów – dawny powiat (Bezirk) kraju koronnego Królestwo Galicji i Lodomerii, funkcjonujący w latach 1854–1867. Siedzibą starostwa było miasteczko Rożniatów.

## Historia
Bezirk Rożniatów utworzono w ramach reformy uwłaszczeniowej z okresu Wiosny Ludów (1848–1849), która likwidowała jurysdykcję właściciela ziemskiego nad poddanymi. W Galicji, dominium – jako podstawowa jednostka administracyjna i filar systemu feudalnego straciło rację bytu. Konieczne stało się zatem wprowadzenie nowego systemu administracyjnego, którego zręby powstały w latach 1851–1855. Nowy trójstopniowy podział administracyjny objął 21 cyrkułów (niem. Kreise), 179 małych powiatów (niem. Bezirke) i ponad 6000 gmin (niem. Gemeinde).
Bezirk Rożniatów objął obszar o wielkości 9,9 mil², zamieszkany przez 19.062 ludzi i podzielony na 19 gmin katastralnych, w tym jedno miasteczko (Rożniatów). Wszedł w skład cyrkułu stryjskiego, jako jeden z jego dziewięciu powiatów. Był to region górski o bardzo podłużnych i stosunkowo wąskich wymiarach, sięgający na samym południu (przez gminę Perehińsko) po Zalitawię.
Po nadaniu Galicji autonomii oraz powołaniu samorządu gminnego i powiatowego w 1865 zlikwidowano cyrkuły (Kreise). Dotychczasowe małe powiaty (Bezirke) w liczbie 179, utrzymały się do 1867 roku, kiedy to w następstwie kolejnej reformy administracyjnej (23 stycznia 1867) zostały zastąpione przez 74 większych powiatów. Obszar zniesionego Bezirk Rożniatów wszedł wtedy w skład nowych powiatów dolińskiego i kałuskiego (vide podział w tabeli poniżej). 1 sierpnia 1878 i 1 stycznia 1888 częściowo zmieniono granice tych powiatów,

## Podział administracyjny (1854)
| Lp. | Gmina jednostkowa                     | Powierzchnia | Ludność | Powiat w 1867 po zniesieniu |
| --- | ------------------------------------- | ------------ | ------- | --------------------------- |
| 1   | Rożniatów (m)                         | 15000        | 2015    | doliński                    |
| 2   | Ceniawa z Demnią                      | 15000        | 1088    | doliński                    |
| 3   | Duba                                  | 15000        | 757     | doliński                    |
| 4   | Dubszara                              | 15000        | 222     | doliński                    |
| 5   | Janówka                               | 15000        | 420     | doliński                    |
| 6   | Jasienowiec                           | 15000        | 646     | doliński                    |
| 7   | Kniażowskie                           | 15000        | 598     | doliński                    |
| 8   | Lecówka                               | 15000        | 573     | doliński                    |
| 9   | Olchówka                              | 15000        | 306     | doliński                    |
| 10  | Rypne                                 | 15000        | 513     | doliński                    |
| 11  | Rześniate                             | 15000        | 351     | doliński                    |
| 12  | Łuhy z Podsuchem, Pokorylcem i Spasem | 6000         | 1706    | doliński                    |
| 13  | Perehińsko i Angełów                  | 63000        | 3517    | doliński                    |
| 14  | Strutyn Wyżny                         | 2000         | 870     | doliński                    |
| 15  | Hołyń                                 | 2500         | 1267    | kałuski                     |
| 16  | Tużyłów i Kotiatycze                  | 1500         | 999     | kałuski                     |
| 17  | Swaryczów i Monaster                  | 4500         | 1764    | doliński                    |
| 18  | Krechowice                            | 3500         | 898     | doliński                    |
| 19  | Broszniów                             | 1000         | 523     | kałuski                     |

Objaśnienie:
(M) = miasto; (m) = miasteczko